# Права человека в Сан-Томе и Принсипи
Согласно Докладу о правах человека за 2009 год Госдепартамента США (выпущен 11 марта 2010 года) в Сан-Томе и Принсипи права человека в целом уважаются, хотя существуют и определённые проблемы, включая условия содержания в тюрьмах, коррупцию, долгое содержание под стражей до суда, безнаказанность, детский труд, насилие и дискриминацию против женщин, плохие условия труда.
Сан-Томе и Принсипи — одна стран, которые были названы свободными в обзоре «Свобода в мире» за 2010 год, выпущенном организацией Freedom House. По семибалльной шкале (от 1 — самое свободное — до 7 — самое несвободное) государство получило 2 балла в отношении обеспечения как политических, так и гражданских прав.

## Участие в договорах о правах человека
| Основные документы ООН | Участие Сан-Томе и Принсипи | Основные документы Афросоюза                   | Участие Сан-Томе и Принсипи |
| Международная конвенция о ликвидации всех форм расовой дискриминации                                                                    | Подписана в 2000 году       | Африканская хартия прав человека и народов     | Присоединение в 1986 году   |
| Международный пакт о гражданских и политических правах                                                                                  | Подписан в 1995 году        | Протокол Мапуту                                | Не подписан                 |
| Факультативный протокол к Международному пакту о гражданских и политических правах                                                      | Подписан в 2000 году        | Африканская хартия прав и благополучия ребёнка | Не подписана                |
| Второй Факультативный протокол к Международному пакту о гражданских и политических правах                                               | Подписан в 2000 году        | .                                              | .                           |
| Международный пакт об экономических, социальных и культурных правах                                                                     | Подписан в 1995 году        | .                                              | .                           |
| Конвенция о ликвидации всех форм дискриминации в отношении женщин                                                                       | Ратифицирована в 2003 году  | .                                              | .                           |
| Факультативный протокол к Конвенции о ликвидации всех форм дискриминации в отношении женщин                                             | Подписан в 2000 году        | .                                              | .                           |
| Конвенция против пыток и других жестоких, бесчеловечных или унижающих достоинство видов обращения и наказания                           | Подписана в 2000 году       | .                                              | .                           |
| Факультативный протокол к Конвенции против пыток и других жестоких, бесчеловечных или унижающих достоинство видов обращения и наказания | Не подписан                 | .                                              | .                           |
| Конвенция о правах ребенка | Присоединение в 1991 году   | .                                              | .                           |
| Факультативный протокол к Конвенции о правах ребёнка, касающийся участия детей в вооруженных конфликтах                                 | Не подписан                 | .                                              | .                           |
| Факультативный протокол к Конвенции о правах ребёнка, касающийся торговли детьми, детской проституции и детской порнографии             | Не подписан                 | .                                              | .                           |
| Международная конвенция о защите прав всех трудящихся-мигрантов и членов их семей                                                       | Подписана в 2000 году       | .                                              | .                           |
| Конвенция о правах инвалидов | Не подписана                | .                                              | .                           |
| Факультативный протокол к Конвенции о правах инвалидов                                                                                  | Не подписан                 | .                                              | .                           |

## Политические права
С момента обретения независимости в 1975 году по 1990 год государство Сан-Томе и Принсипи имело однопартийную политическую систему, и политические права были ограничены. В 1990 году была принята конституция, в соответствии с которой была политическая система стала многопартийной. С тех пор национальные выборы проводились девять раз (четыре раза — президентские: 1991, 1996, 2001, 2006 и пять — парламентские: 1991, 1994, 1998, 2002, 2006)[обновить данные]. Все они обычно оценивались местными и международными наблюдателями как свободные, проходившие без серьёзных нарушений.
Однако на выборах 2006 года присутствовала исследовательская группа во главе с Педро Висенте из Оксфордского университета. Она провела опрос среди 1034 жителей страны и выявила факты массового подкупа избирателей (платили обычно от 4 до 7 долларов США).
Выборы на региональном уровне впервые проводились в 1992 году. В 1994 году Принсипи была предоставлена автономия, и в следующем году состоялись выборы в местные парламент и правительство.

## Гражданские права
Конституция государства гарантирует свободы собраний, ассоциации, передвижения, совести. Уважается также академическая свобода.

### Свобода слова
Телевидение и радио принадлежат государству. Независимых электронных СМИ в стране нет; они не запрещены, но и не создаются (из-за экономических трудностей). При этом оппозиционным партиям предоставляется эфирное время (от 3 минут) на государственных каналах.
Издание и распространение оппозиционных печатных изданий не запрещено.
Freedom House считает прессу Сан-Томе и Принсипи свободной. В обзоре этой организации за 2006 год среди 48 стран, расположенных к югу от Сахары, Сан-Томе и Принсипи заняло 5 место по отношению к свободе слова. Исследователи отмечают, что некоторые журналисты практикуют самоцензуру.
Такие известные организации как «Репортёры без границ», Международный институт прессы, Комитет защиты журналистов не включают Сан-Томе и Принсипи в свои ежегодные доклады.

## Коррупция
Коррупция — серьёзная проблема Сан-Томе и Принсипи. В 2008 году в рейтинге восприятия коррупции Transparency International Сан-Томе и Принсипи заняла 121 место, как и Непал, Нигерия, Того и Вьетнам.